# Irmgard van Suchtelen

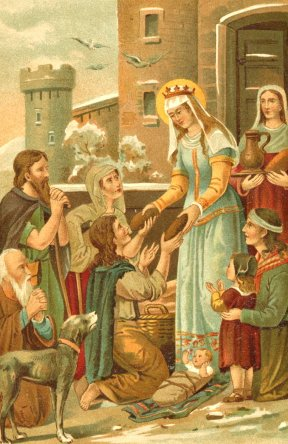
Irmgard van Suchtelen te midden van de armen.

De heilige Irmgard van Suchtelen, ook wel Irmgard van Keulen, Emigeardis, Ermintrudis en Irmgard van Aspel (? - 4 september voor 1084 of 1085) was een Duitse kluizenares uit de 11de eeuw. Er is weinig bekend over haar leven. Volgens de legende was ze geboren in slot Aspel nabij Rees als dochter van Godilo van Aspel. Haar oom keizer Hendrik III schonk haar de gebieden Aspel, Rees en Süchteln, die zij op haar beurt gaf aan de Domkerk en de Sint-Pantaleonabdij in Keulen. Daar wordt ze in ere gehouden als een vrouw van grote liefdadigheid.
Vervolgens trok ze zich als kluizenares terug in de buurt van Süchteln, tegenwoordig een stadsdeel van Viersen. Driemaal zou ze een pelgrimstocht naar Rome hebben ondernomen. Op de terugweg bracht ze telkens zoveel relieken mee, dat ze er allerlei arme kerken en kloosters mee kon begiftigen. Uiteindelijk trok ze zich terug in haar kluizenarij.
Ze ligt begraven in de Dom van Keulen naast de heilige Drie Koningen. Sinds 1500 staat er in Süchteln een gedachteniskapel ter ere van haar.
Haar feestdag is op 4 september.
Mogelijk zijn in haar hagiografie gegevens van meerdere vrijwel gelijknamige personen samengevoegd. Daarnaast wordt Irmgard van Suchtelen in de literatuur geregeld verward met Irmgard van Zutphen.  